# Zygota ruficornis
Zygota ruficornis är en stekelart som först beskrevs av Curtis 1831.  Zygota ruficornis ingår i släktet Zygota, och familjen hyllhornsteklar. Arten är reproducerande i Sverige.